# くるっとBUS

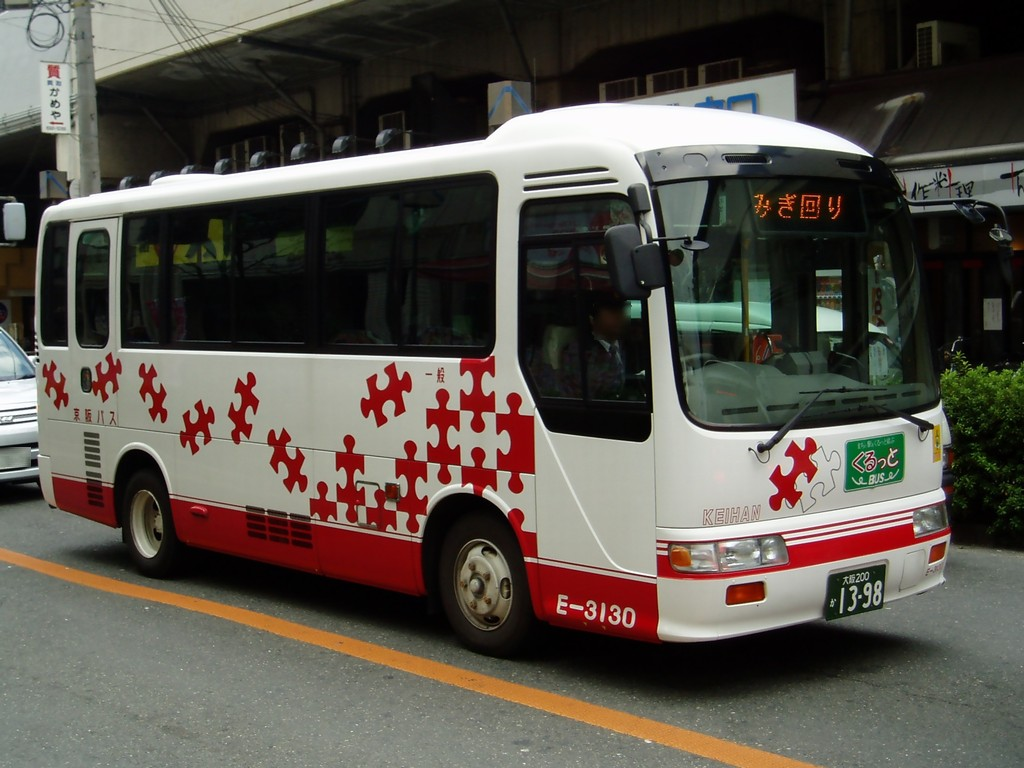
みぎ回りのヘッドマークを取り付けた運行当時のくるっとBUS。京阪守口市駅にて

くるっとBUS（くるっとバス）は、大阪府守口市でかつて運行されていた京阪バスのコミュニティバスである。
当時のキャッチコピーは「まちと駅をくるっと結ぶ」
本項ではくるっとBUSの間合い運用形態で運行の関連運行経路である、運行経路番号門真→寝屋川29号経路、くるっとBUSの後継経路である寝屋川30号経路に付いても記述する。なお関連経路はすべて一般路線である。
路線名は『守口南部線（もりぐちなんぶせん）』である。
くるっとBUSについては、系統名は特に定められていない。なお、門真29号経路→寝屋川29号経路に付いては『南寺方東通循環線』である。
2009年10月30日をもって廃止された。29号経路については存続しているが、産那須神社前経由から東光町経由となり、一方向循環から両方向循環へと変更となった。同時に小型車から中型・大型車の運用に変更され、管轄も寝屋川営業所へと移管された。

## 概要
守口市南部地区の路線は利用者の減少が著しく、京阪バスは門真営業所管内のバス路線の再編成を2004年に実施した。路線再編成実施に当たっては守口市や沿線住民からの提案や意見交換等を重ねて検討した結果、コミュニティバスを設定することとなった。
検討や意見交換を重ねた結果、くるっとBUSでは従来の京阪バスの一般路線やコミュニティバスで実施していなかった工夫や試みを採用し、実施した。
新たな試みの主な内容
1. くるっとBUS専用停留所に限り（他路線との兼用停留所を除く）停留所の標識を専用のものとし、合わせて専用停留所に掲出する時刻表の表記をシンプルのものとした。
2. 乗客の解り易さの観点から、経路表記を漢字の「右回り」・「左回り」とせず、「みぎ回り」・「ひだり回り」とした。
3. 京阪バスの定期路線としては初めてヘッドマークを採用し、くるっとBUSで運行する際は側面と前面の1か所に貼り付ける（磁石式である）。ヘッドマークの色彩もみぎ回りは緑、ひだり回りは橙を使用して誤乗防止を図った（ただしヘッドマークは間合いで運用される門真29号（後述）及び門真11号、19号経路運用時や回送時には掲出しなかった）。なお、ひだり回りの場合は方向幕のLED表示も反転表示となっていた。

## 沿革
- 2004年4月1日 - くるっとBUS、門真29号経路ともに運行開始。
- 2008年10月19日 - 門真29号経路の寺方生野病院を寺方本通一丁目に停留所名を改称。
- 2009年10月31日 - くるっとBUSみぎ回り・ひだり回りともに廃止。同時にくるっとマンスリーパスの廃止。同日門真29号経路の運行経路を変更し、管轄も寝屋川営業所に変更され寝屋川29号経路に改称。くるっとBUSの代替経路として寝屋川30号経路を新設。

## 当時のダイヤ
- 京阪守口市駅発9時台から16時台まで1時間に1本運行され、ひだり回りが5分発、みぎ回りが30分発の完全1時間ヘッドであった。1周の運行時間はみぎ回り/ひだり回り共に42分。
  - 朝夕ラッシュ時間帯はくるっとBUSに代わり一般路線である門真29号経路での運行となっていた（この運行経路は間合い運用であるためくるっとBUSと同一車両で運行）。
- くるっとBUS、門真29号経路ともに門真営業所の管轄であった。

## 運行当時の経路

### くるっとBUS
- みぎ回り 京阪守口市駅→橋波公園→錦通住宅6号棟→錦中学校→南寺方東通四丁目→南小学校→清水四丁目東→寺方元町→市民球場前→京阪守口市駅
- ひだり回り 京阪守口市駅→市民球場前→寺方元町→南寺方西公園→鶴見緑地病院→南寺方東通四丁目→寺方錦通二丁目→わかすぎ園→橋波公園→京阪守口市駅

### 間合い運行の経路
当時の門真29号経路のみ掲載する。
- 門真29号経路 京阪守口市駅→大枝北町→寺方小学校→南寺方東通四丁目→錦通住宅→東郷通→寺方本通一丁目（旧・寺方生野病院）→産須那神社前→寺方小学校→大枝北町→京阪守口市駅

## 運賃
くるっとBUS、門真29号経路ともに一乗車大人220円、小児110円（京阪バス大阪地区1区の運賃）となっている。スルッとKANSAI・京阪グループ共通バスカード・京阪バス1dayチケットの利用が可能であった。

## 車両

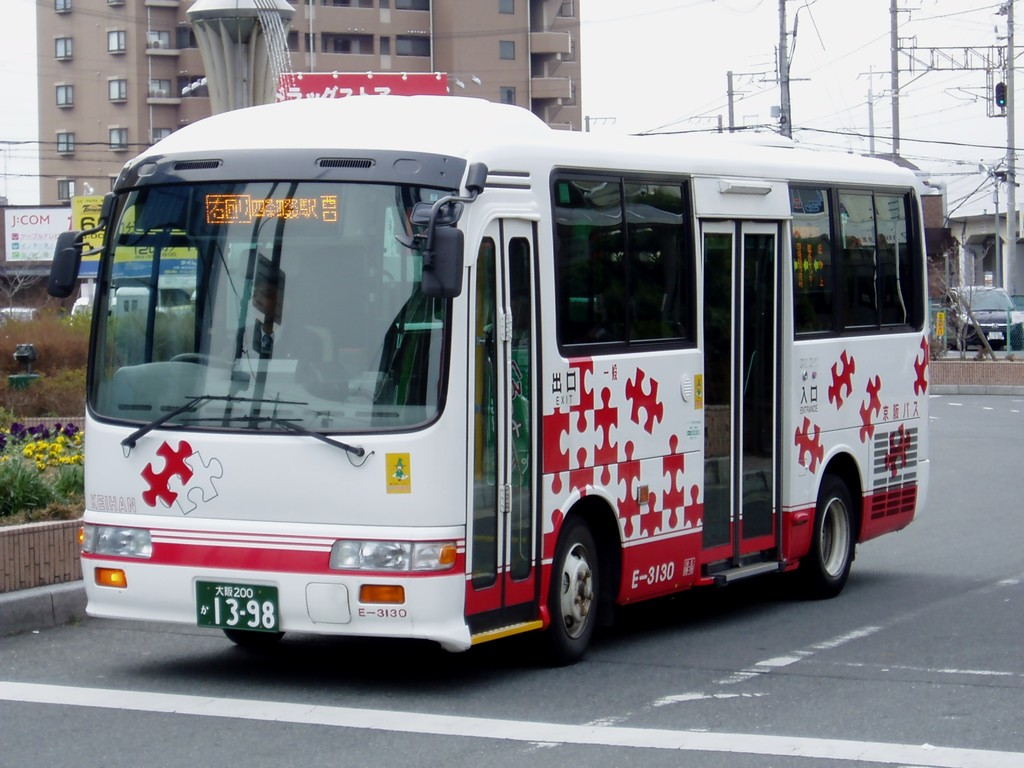
上のバスの四條畷市コミュニティバスでの応援（この運用時点ではヘッドマークを省略していた）。現在は定期運用に入る場合もある。

くるっとBUS専用の日野・リエッセを3台配置（社番E-3127/3130/3131）し、2台使用で1台予備となっていた（予備は四條畷市コミュニティバスとの共通予備車）。なお、3台ともジグソーパズルをデザインしたものであった。なお、車検や運用上のやり繰りの関係上、逆にくるっとBUS側が過去に土曜/休日に四條畷市コミュニティバス専属車両を代走で使用したこともある。
2009年10月31日より3台中1台(E-3127)は四條畷市コミュニティバスの車両となった。残り2台(E-3130/E-3131)は寝屋川営業所に転属し、タウンくるの車両として運行されている。

## 特記事項
- 京阪守口市駅案内所において月末から月初めにかけてくるっとBUS専用定期券の「くるっとマンスリーパス」を発売していた。1か月大人3,000円であった。全日の10時～16時までに乗車する場合に限り、11号経路と19号経路の一部区間にも乗車可能であった。また環境定期券制度も適用され、土曜休日ダイヤ設定日は京阪バス全ての営業所の路線（一部を除く）で一乗車大人100円/小児50円で乗車できた。
- くるっとBUSの車両は平日ダイヤでは門真団地6:29発の門真11号経路（門真団地～西郷通～京阪守口市駅。同日廃止）で、および全日夜間時間帯の門真19号経路（京阪守口市駅～東郷通～鶴見緑地）でも数本運用されているが、これも2009年10月30日で終了した。
- ダイヤ改正で新たに30号経路（寝屋川営業所管轄）が新設された。また、バス停の名前が覚仁寺→大枝南町、市民プール前→大枝公園前に改称。東光町〜南寺方東通5丁目まで往復区間。
  - 寝屋川30号経路　守口市駅→大枝南町→東光町→寺方府営住宅→東郷通→南寺方東通6丁目→南寺方東通5丁目→世木公園→南寺方東通4丁目→南寺方東通5丁目→南寺方東通6丁目→東郷通→寺方府営住宅→東光町→大枝北町→守口市駅。また、同日29号経路と共に寝屋川営業所に移管となった19号系統と合わせて30分ヘッドで運転されている。